# Gerda Hasselfeldt
Gerda Hasselfeldt z domu Rainer (ur. 7 lipca 1950 w Straubingu) – niemiecka polityk i ekonomistka, działaczka Unii Chrześcijańsko-Społecznej (CSU), w latach 1987–2017 deputowana do Bundestagu, w latach 2005–2011 jego wiceprzewodnicząca, w latach 1989–1991 minister zagospodarowania przestrzennego, budownictwa i rozwoju miast w trzecim rządzie Helmuta Kohla, w latach 1991–1992 minister zdrowia w czwartym rządzie Helmuta Kohla.

## Życiorys
W 1975 ukończyła ekonomię, studiując na Uniwersytecie Ludwika i Maksymiliana w Monachium oraz Uniwersytecie w Ratyzbonie. Pracowała w pośrednictwie pracy, między innymi jako dyrektor wydziału doradztwa zawodowego w Deggendorfie.
W 1969 wstąpiła do bawarskiej Unii Chrześcijańsko-Społecznej. Działała także w chadeckiej młodzieżówce Junge Union. W latach 1991–1995 przewodniczyła działającej przy CSU organizacji kobiecej Frauen-Union. Była radną powiatu Regen (1978–1989) oraz powiatu Fürstenfeldbruck (1996–2004).
W 1987 po raz pierwszy wybrana do Bundestagu. Z powodzeniem ubiegała się o reelekcję w wyborach w 1990, 1994, 1998, 2002, 2005, 2009 i 2013.
W rządach Helmuta Kohla była ministrem zagospodarowania przestrzennego, budownictwa i rozwoju miast (1989–1991), a następnie ministrem zdrowia (1991–1992). W latach 2005–2011 sprawowała urząd wiceprzewodniczącej Bundestagu. W 2011 objęła stanowiska pierwszej wiceprzewodniczącej frakcji CDU/CSU i przewodniczącej grupy parlamentarnej CSU. W 2016 zadeklarowała rezygnację z kandydowania w kolejnych wyborach parlamentarnych w 2017.
Po odejściu z parlamentu w 2017 została prezesem Niemieckiego Czerwonego Krzyża.
Córka polityka Aloisa Rainera. Siostra polityka Aloisa Rainera. Była zamężna z politykiem Wolfgangiem Zeitlmannem; małżeństwo zakończyło się rozwodem.